# 파라수쿠스

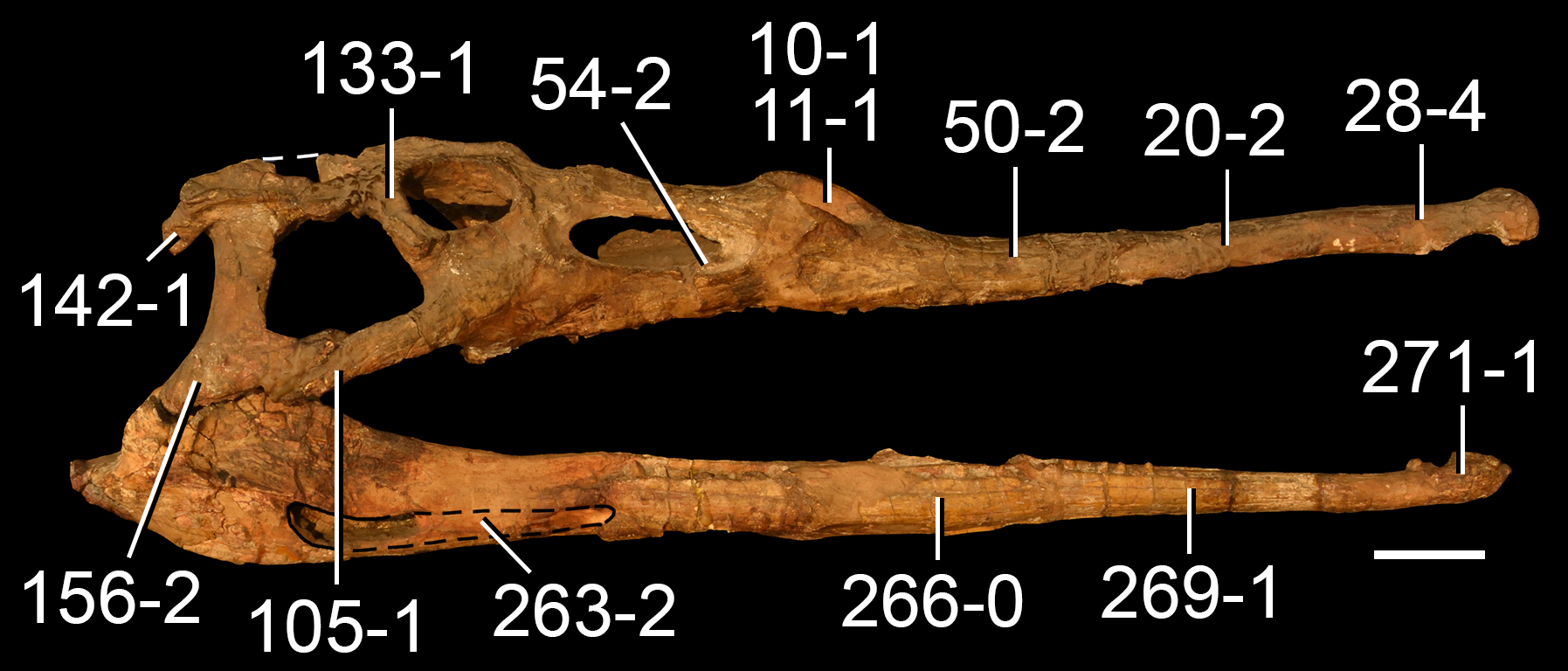

파라수쿠스(학명:Parasuchus hislopi)는 악어목 피토사우루스과에 속하는 악어이다. 지금은 멸종된 악어로 몸길이가 3~7m인 거대한 악어에 속한다.

## 특징
파라수쿠스 부푼 코와 날카로운 이빨과 섞여 있는 기준으로 묘사되었다. 부분 전축 로스트룸(snout)인 GSI H 20/11은 파라수쿠스의 강의 유형으로 선택되었다. GSI H 20/11은 안드라 프라데시 아딜라바드 지구의 말레리 마을 근처의 하부 말레리 형성(프란히타-고다바리 분지)에서 수집되었다. 이후에 고생물학자인 산카르 차터지(1978)는 하부 말레리 형성의 많은 완전한 유골과 그가 파라수쿠스 히슬로피에게 위임한 티키 형성의 거의 완전한 두개골 하나를 묘사했다. 아딜라바드 지구의 무테라피람 마을 근처에서 완전한 두개골을 포함한 완전하고 관절형 뼈대 두 개가 수집되었다. 길이에 2개의 인두가 약 8피트(2.4m)로 나란히 누워 있다. 왼쪽 개인 ISI R 42는 완벽하게 보존되어 있으며 채터지(2001)의 제안에 따라 종의 신형으로 지정되었다. 올바른 개인의 로스트럼인 ISI R 43은 그 해골에서 유일하게 빠진 부분이다. 이런 2개의 뼈에서 추정된 위 내용물은 2개의 관절형이고 거의 완전한 말레리사우루스 로빈슨페(둘 다 ISIR 150으로 지정됨)의 뼈대가 발견되었다. 네오타입과 같은 지역에서 3개의 분리된 결합형 바시오카시피탈/바시세노이드(ISI R 45-47)도 회수되었다. 벤카타푸르 마을 근처이고 그 지역에서 북쪽으로 몇 마일 떨어진 곳에서 훌륭하게 보존된 두개골 2점이 더 발견되었다. ISI R 160은 고립되었지만 거의 완전한 두개골을 나타내며 ISI R 161은 부분 두개골과 관절식 후 두개골을 나타낸다. 마침내 마디야 프라데시 주 샤돌 구 티키 마을에서 서쪽으로 4마일의 정도가 떨어진 티키 형성으로 곤드와나 대륙의 티키수쿠스 홀로타입지에서 회복된 두개골은 코끝과 스쿼모살만 빠져 있다. 그 속종의 강의형식으로 파라다이폰 유적 근처에서 발견되었다. 두 건물 모두 약 2억 2천 2백 5십에서 2억 2천 2백만 년 전 카니안 후기부터 노리아 초기의 트라이아스기까지 거슬러 올라간다. 2개의 관절형 골격인 ISI R 42-43만이 현재까지 알려진 가장 완전한 피토룡을 나타낸다. 또한 파라수쿠스는 피토사우르시아의 계통발생학적 분석에서 가장 원시적인 피토룡 중 하나로 발견되어 피토사우르시아의 기원을 이해하는 데 매우 중요한 역할을 하고 있다. Chatterjee(1978년)와 Lucas 등 몇몇 연구도 있다. (2007) 파라수쿠스는 또 다른 바살피토사우르스와 동의어인 파라수쿠스와 동의어인 팔로리누스이다. 이렇게 되면 팔로리누스라는 이름은 팔로리누스라는 이름이 팔로리누스보다 우선하게 되는데 이는 팔로리누스라는 이름이 팔로리누스라는 이름으로 명명된 지 19년 만인 1904년에 붙여졌기 때문이다. 캄메러 외 연구진(2016년)이 실시한 계통발생학 분석 결과 파라수쿠스 히슬로피가 팔레오리누스 브란소니와 팔레오리누스 앵거스티덴스 종을 포함하는 최소포함성층 내에 내포돼 있는 것으로 확인됐다. 따라서 저자들은 파라수쿠스속(Parasuchus)을 팔레오르히누스속(Arganarhinus뿐만 아니라 아르가나르히누스속)의 원로적 동의어로 간주하고 팔레오르히누스속(Palorhinus angustifrons), 아르가나르히누스속(Parasuus magoculus)을 파라수스속(Parchus)에 회부하였다. 이후의 클래도그램은 캄메러 외(2016)에 따른다. 뒷다리가 앞다리에 비해 유난히 긴 것이 특징이며 양턱에는 총 20~25개의 날카로운 이빨이 있는데 이것을 통해 먹이를 씹거나 잘랐을 것으로 추정이 된다. 먹이로는 당대에 서식하던 물고기, 갑각류와 같은 육식성의 먹이와 양치식물과 같은 식물성의 먹이를 모두 섭식했을 잡식성의 악어로 추정되는 종이다.

## 생존시기와 서식지와 화석의 발견
파라수쿠스가 생존하던 시기는 중생대의 트라이아스기 후기로 지금으로부터 2억년전~1억 8천만년전에 생존했던 악어이다. 생존했던 시기에는 아시아를 중심으로 하는 강과 호수에서 서식했던 피토사우루스과의 악어가 된다. 화석의 발견은 1885년에 인도의 트라이아스기에 형성된 지층에서 고생물학자들에 의해 처음으로 발견되어 새롭게 명명이 된 종이며 이후에 다른 아시아의 지역에서도 화석이 발견되었다.

## 같이 보기
- 악어
- 중생대
- 쥐라기
- 파충류
- 화석